# Helga Poppe
Helga Esther Poppe (* 1942 in Leipzig) ist eine deutsche Liedermacherin neuer geistlicher Lieder.
Helga Poppe wurde in Leipzig geboren, lebt aber seit 1948 in Westdeutschland. Sie besuchte in Würzburg das deutsch-musische Gymnasium und lernte Klavier zu spielen. Autodidaktisch erschloss sie sich das Gitarre- und Flötespielen. Sie arbeitete als Grundschullehrerin in München, Nürnberg und Augsburg. Seit dem Jahr 2000 lebt sie in Friedberg bei Augsburg.
Seit 2003 besucht Helga Poppe im Rahmen des Malteserprojekts „Mit Tieren für Menschen“ mit ihren Hunden ehrenamtlich autistische Kinder sowie Senioren in Altenheimen.
Über die Jahre hat Poppe rund 250 Lieder verfasst. Nach eigenen Angaben fallen ihr die Lieder „einfach so“ ein, immer Text und Melodie gleichzeitig. Anstoß zu ihrem musikalischen Schaffen gab eine Evangelisation der Christusträger-Bruderschaft. Nach einem Gesprächskonzert mit der Band von Br. Siegbert fiel ihr auf der Heimfahrt ihr erstes Lied ein: Die Straße ist voller Liebe.
Poppes bekannteste Lieder entstanden in der Frühzeit des Neuen Geistlichen Liedes und verbreiteten sich rasch. Ihr Lied O Herr, wenn du kommst, wird die Welt wieder neu findet sich im 2013 erschienenen Gotteslob (Nr. 233).

## Publikationen
- „Herr, wir sind Brüder: Lieder der Kreuzbruderschaft. Sammelband 1–3“, Kreuzbruderschaft, Präsenz-Verlag der Jesus-Bruderschaft, 1982, ISBN 3-87630-461-X, 9783876304618
- „Licht erstrahlt in der Nacht. Advents- und Weihnachtslieder“, Notenheft, MC, Verlag Neue Stadt, 1992
- „Feuer vom Himmel“, Schallplatte (Single), Christusträgerschwestern Hergershof
- „…und lausch’ hinein. Neue Lieder von Helga Esther Poppe“, CD, 2009

## Bekannte Lieder
- „Herr, wir sind Brüder auf der ganzen Welt durch dich“ (1977)
- „Schaffe in mir, Gott, ein reines Herz, und gib mir einen neuen, beständigen Geist“ (1977) – du mit uns Nr. 52
- „Herr, du mein Gott, du bist gut“ (1977) – Ich will dir danken! Nr. 10; Liederquelle Nr. 122
- „Du bist das Licht der Welt“ (1977) – Gotteslob Österreich Nr. 856; Ich will dir danken! Nr. 27
- „Zwei Jünger gingen voll Not und Zweifel“ (Bleibe bei uns, 1977) – du mit uns Nr. 86; Liederquelle Nr. 338; David 6 Nr. 160
- „Feuer vom Himmel“ (Die Jünger waren beisammen) (1977) – Sein Ruhm unsere Freude Nr. 68
- „Du stellst meine Füße“ (1977) – Du bist Herr 1 Nr. 55
- „Ein neuer Tag beginnt, und ich freu mich“ (1977) – du mit uns Nr. 702; Ich will dir danken! Nr. 343; Liederquelle Nr. 71
- „Der Herr lädt zu seinem Festmahl ein“ (1977)
- „O du Gotteslamm“ (1979) – du mit uns Nr. 335
- „Höre, Israel“ (1979) – du mit uns Nr. 475; Liederquelle Nr. 143
- „Ich hab’ dich je und je geliebt“ (1979)
- „O Herr, wenn du kommst, wird die Welt wieder neu“ (1979) – Gotteslob Nr. 233; du mit uns Nr. 18
- „Reicht euch die Hand“ (1982)